# Strävhårig vorsteh
För andra betydelser, se Vorsteh.
Strävhårig vorsteh (Deutsch Drahthaar) är en hundras från Tyskland, en stående fågelhund av braquetyp.

## Historia
På 1700-talet kallades strävhåriga vorsteh i Tyskland för spinon eller spion (jmfr med den italienska stående fågelhunden spinone). Den äldsta bilden av en sådan hund fanns i jakttidskriften Sylvan 1813. Dagens strävhåriga vorsteh är resultatet av en medveten avelsinsats mot slutet av 1800-talet. Renaveln av strävhåriga lantrasvarianter av stående fågelhundar inleddes 1865. En betydande insats för att förädla rasen gjordes av friherren Sigismund von Zedlitz und Neukirch (1838-1903) som också skapade pudelpointern. Avsikten var att få fram en tysk stående fågelhund med vattenavstötande päls. Lantrashundarna korsades med den franska strävhåriga fågelhunden griffon d'arret à poil dur (korthals griffon) samt ett litet urval avelshundar från andra strävhåriga fågelhundar; pudelpointer och deutsch stichelhaar. Dessa parades sedan med korthårig vorsteh enligt principen "arbetsuppgiften ger typen". Den tyska rasklubben bildades 1902, men togs inte förrän 1928 upp av den tyska kennelklubben, Verband für das Deutsche Hundewesen (VDH).

## Egenskaper
Strävhårig vorsteh är en mångsidig jakthund som även används som apportör och eftersökshund och kortdrivande eller stötande på hårvilt. Strävhårig vorsteh används även som ställande hund på exempelvis vildsvin och grävling. För att få högre utmärkelser på hundutställning måste en strävhårig vorsteh ha meriter från jaktprov för stående fågelhund.
Utöver som jakthund har strävhårig vorsteh även blivit populär inom draghundsporten.

## Utseende
Strävhårig vorsteh är en medelstor, kraftfull, ädel och torr hund med rektangulär kroppsbyggnad. Den skall ha starka, vägvinnande rörelser. Färgen är brun med eller utan vitt, brunskimmel eller vit med brunt huvud och bruna tecken. Svartskimmel förekommer sällsynt.